# Aracnologia
L'Aracnologia (dal greco: αραχνη, pronunciato [aràchni], "ragno"; e λόγος, logos, "studio") è un ramo della zoologia dedicato allo studio degli aracnidi che comprende:
- Ragni
- Scorpioni
- Pseudoscorpioni
- Opilionidi
- Solifugi
- Palpigradi
- Uropigi
- Amblipigi
- Ricinulei

Gli acari e le zecche, pur essendo aracnidi, sono però studiati in un altro settore, l'acarologia.
L'aracnologo si può specializzare su diversi tipi di aracnidi.

Il più conosciuto aracnologo è Rick C. West, studioso di Terafosidi e Migali.

## Classificazione
La classificazione può essere un compito difficile per via del gran numero di aracnidi presenti in natura, inoltre due specie che ad occhio nudo appaiono identiche possono rivelarsi diverse dopo un attento esame al microscopio.
Dalla prima ricerca di Carl Alexander Clerck, risalente a circa 250 anni fa, sono state descritte circa 40.000 specie di ragni, ma in realtà le specie sono molte di più sia per la presenza di aracnidi ancora da scoprire sia per esemplari già scoperti ma non ancora descritti.